# RATAN-600
RATAN-600（俄语：РАТАН-600 – РАдиоасТрономический Академии Наук – 600，“科学院射电望远镜600”）是俄罗斯科学院特设天体物理台的一座环状射电望远镜，坐落于俄罗斯北高加索的卡拉恰伊-切尔克斯共和国，1974年建成。望远镜为环形，由895块长方形反射面排布而成，总直径达576米，是世界上直径最大的射电望远镜。

## 结构
RATAN-600望远镜的反射面采用了特殊的环状设计。望远镜主镜面包括895块2米宽、7.4米高的反射面单元，每单元均为柱形面。主镜面将射入的平面波变换为柱形波，沿地面汇聚至二级反射面上，后者再将其反射至接收器。每个反射面单元均可双轴调节，所形成的反射体系大小接近600 m，可接收波长低至0.8 cm的波。